# Schlagerparade 1960
Schlagerparade 1960 ist ein deutscher Schlagerfilm von Franz Marischka aus dem Jahr 1960.

## Produktionsnotizen
Um 1960 wurde immer deutlicher, dass das Kino an der Konkurrenz durch das Fernsehen litt. Bei einer Krisensitzung schlug Franz Marischka vor, dem vorwiegend jungen Publikum seine Plattenlieblinge darzubieten, die man zwar überall zu hören, aber nie zu sehen bekam. Die Idee wurde von einem Produzenten freudig aufgenommen. Die Auflage, dass es eine Billigproduktion sein müsse, bereitete kein Problem, da die deutsche Schallplattenindustrie dem Film gleichsam hinterherlief.
Um auch einen internationalen Erfolgstitel einzubauen, was mit amerikanischen Hits finanziell sehr viel schwieriger war, suchte Marischka nach einem bekannten Titel, bei dem die Rechte frei waren. Er fand das Gospel When the Saints Go Marching In, textete es um und schrieb für Hazy Osterwald eine entsprechende Szene. Der Text „Was soll ich tun, ich bring mich um…“ war ursprünglich nur als Muster gedacht, aber Osterwald übernahm ihn unverändert und trug Marischka sogar als Autor bei der GEMA ein.
Ausschließlich als Sänger oder Musiker treten im Film noch auf: Gitte Hænning, Bill Ramsey, Billy Mo, Laurie London, Ted Herold, Jimmy Makulis, Dany Mann, Angèle Durand,  Detlef Engel, Vera Fischer, Claus Herwig, Camillo Felgen, die Nilsen Brothers, Max Greger, Fredy Brock, Rainer Bertram, Heidi Brühl, Wyn Hoop, Gitta Lind, Rudi Palme, Billy Sanders, Tony Sandler, Gerd Ströhl, Gerhard Wendland und Ingrid Werner. Von den fast dreißig Schlagern wurden die meisten nur angespielt. Kein Song war mit allen Strophen zu sehen oder zu hören. Auf diese Weise sollte beim Publikum das Bedürfnis nach „mehr“ entstehen.
Die Uraufführung erfolgte am 5. April 1960 im Gloria-Palast Stuttgart. Bei der Premiere sprangen die Zuschauer bei den einzelnen Schlagern auf und klatschten den Rhythmus mit. Schlagerparade 1960 wurde ein außerordentlicher Kassenerfolg.

## Kritiken
Der Film-Dienst sah eine deutliche Werbeabsicht der Produktion und urteilte: „Eine Klamaukhandlung hält den turbulenten Unsinn zusammen“.